# جورج هنري ووكر
جورج هنري ووكر (بالإنجليزية: George Henry Walker)‏ هو سياسي بريطاني وبريطاني (وحمل سابقاً جنسية المملكة المتحدة لبريطانيا العظمى وأيرلندا)، ولد في 1874، وتوفي في 24 يناير 1954. حزبياً، نشط في حزب العمال. وقد في الانتخابات العامة في المملكة المتحدة 1945 ‏، انتخب عضو برلمان المملكة المتحدة الـ38 عن دائرة Rossendale (UK Parliament constituency) ‏ (5 يوليو 1945 – 3 فبراير 1950).